# José Alfredo Jiménez

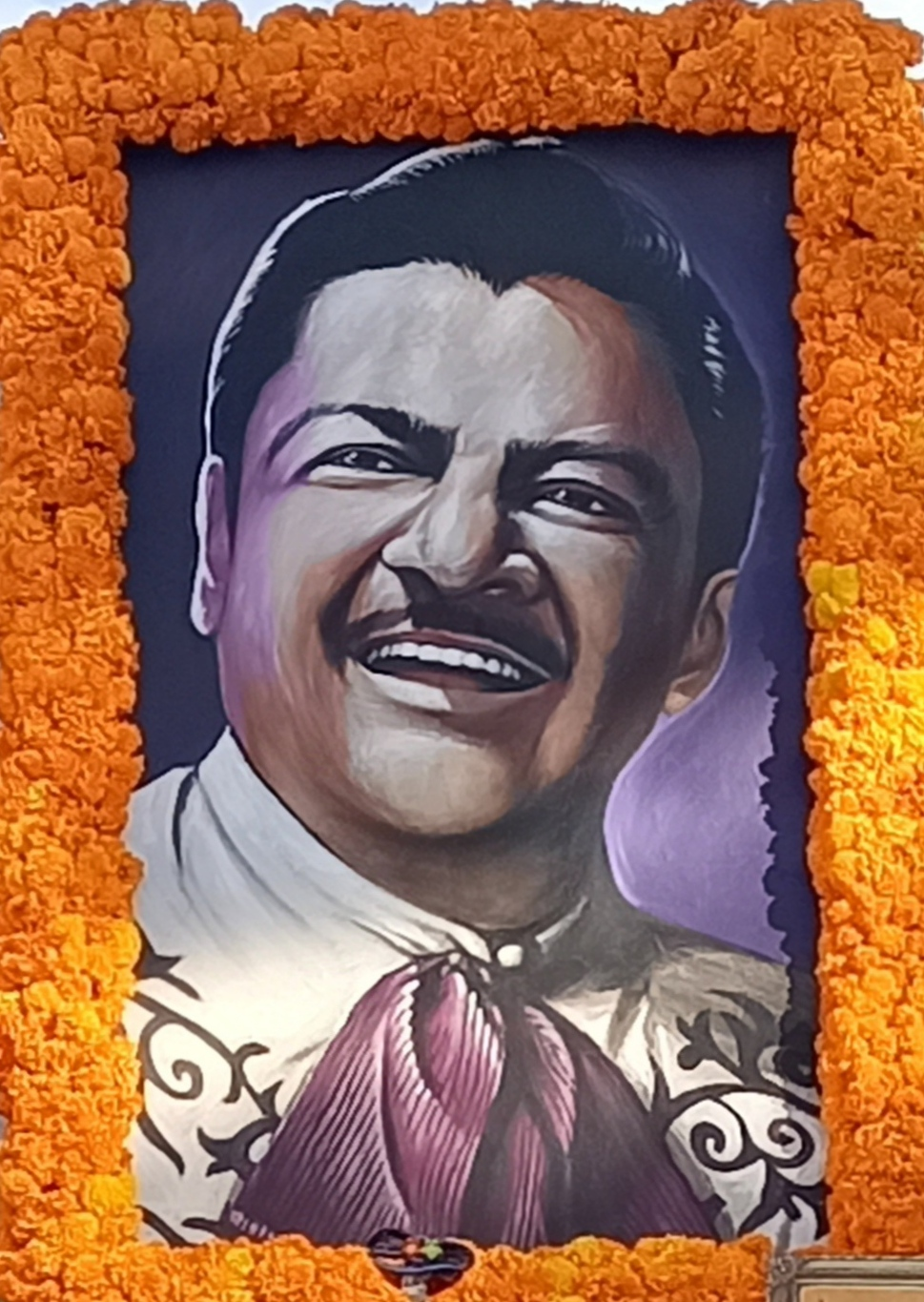
Porträt von José Alfredo Jiménez

José Alfredo Jiménez Sandoval (* 19. Januar 1926 in Dolores Hidalgo; † 23. November 1973 in Mexiko-Stadt) war ein mexikanischer Rancherasänger und -komponist.

## Leben
Jiménez, Sohn eines Apothekers, zog zehnjährig nach dem Tod des Vaters zu einer Tante nach Mexiko-Stadt, wo er seine Grundschulausbildung abschloss. Seine Mutter musste die Apotheke aufgeben und ging mit seinen Geschwistern nach Salamanca. Er selbst musste die Schule verlassen und arbeitete als Schuhputzer, als Schuhverkäufer und als Kellner in einem Restaurant namens La Sirena. Der Sohn des Restaurantbesitzers, Jorge Ponce, spielte Gitarre im Trio Los Rebeldes (mit Enrique und Valentín Ferrusca), und Jiménez wurde bald Sänger der Gruppe, für die er auch Lieder schrieb.
Im Jahre 1948, Miguel Aceves Mejía und einige Freunde gingen in Santa María de la Rivera in ein Restaurant namens La Sirena, wo der als Kellner arbeitende Jiménez fragte: „Don Miguel, ich bin Kellner aus der Not, aber ich schreibe Lieder. Möchten Sie einige hören? Vielleicht gefallen sie Ihnen.“.
Aceves Mejía schlug ihm vor, ihm beim Radio XEW zu besuchen, wo sich dieser im Programm Amanecer ranchero zusammen mit Mariachi Vargas de Tecalitlán und Rubén Fuentes vorsingen ließ. Einige Tage danach erschien José Alfredo Jiménez und sang ihm a cappella seine Lieder vor. Aceves Mejía war beeindruckt und versprach ihm, zu helfen und seine Lieder aufzunehmen.
In den folgenden Jahren bis zu seinem Tod nahm Jiménez, meist von den Mariachi Vargas begleitet, fast 300 eigene Songs, meist Rancheras, Huapangos und Corridos, bei Columbia Records und RCA Victor auf. In den 1960er Jahren trat er auch in zahlreichen mexikanischen Filmen auf, deren Titel mitunter Zitate aus seinen Songtexten waren. Seine Songs wurden später von Sängern wie der bereits erwähnte Miguel Aceves Mejía, Pedro Infante, Jorge Negrete, Luis Miguel, Lola Beltrán, Joan Manuel Serrat und Lucha Villa aufgenommen. Eines seiner bekanntesten und erfolgreichsten Lieder ist das seiner Ehefrau Paloma Gálvez gewidmete Paloma Querida.

## Trivia
Als junger Mann spielte Jiménez Fußball in Reihen des dreimaligen mexikanischen Meisters Club Marte sowie bei Real Oviedo, aus dessen Nachwuchs unter anderem der fünffache WM-Teilnehmer Antonio Carbajal hervorging.